# ستيوارت بروس
ستيوارت بروس (2 أبريل 1969 في المملكة المتحدة - ) (بالإنجليزية: Stewart Bruce)‏ هو لاعب كريكت بريطاني. شارك مع منتخب اسكتلندا الوطني للكريكت.

## وصلات خارجية
- ستيوارت بروس على موقع إي آس بي آن كريك إنفو (الإنجليزية)